# Landulf Cotta
Landulf (Cotta) (* 11. Jahrhundert in Mailand; † zwischen 1061 und 1064 in Piacenza) war ein oberitalischer Kleriker und Mitgründer der religiösen Bewegung Pataria.

## Leben
Landulf wurde zu Beginn des 11. Jahrhunderts in den Mailänder Adel hineingeboren. Er belegte zu einer späteren Zeit wohl ein kirchliches Amt im Mailänder Dom. Landulfs Beiname Cotta geht auf eine spätere Zuschreibung zur Familie Cotta, die den Valvassoren angehörte, zurück, kann aber nicht bestätigt werden. Er schloss sich um 1057 mit Ariald zusammen und begründete die kirchliche Reformbewegung Pataria. Diese richtete sich gegen die vorherrschende ambrosianische Ausrichtung der Mailänder Kirche. Infolge der Beteiligung an der Pataria wurde Landulf, zusammen mit Arnulf, exkommuniziert. Im selben Jahr soll es einen ersten Anschlag auf Landulf gegeben haben, den dieser schwer verletzt überlebt hat, im Folgejahr laut Quellen einen zweiten. Er starb einige Jahre später in Piacenza, möglicherweise an früheren Verletzungen.

## Wirken
Innerhalb der Pataria, zu deren Führungsgruppe er gehörte, nahm er die Position des öffentlichen Predigers ein. Er erhielt aufgrund seiner Fähigkeiten den Beinamen dux verbi (Fürst der Wörter). Die Bewegung kämpfte in erster Linie gegen den Ämterkauf und für den Zölibat im Priestertum. Dies  war in der vorherrschenden Mailänder Kirche nicht gegeben. Durch öffentliche Auftritte wiegelten Landulf und Ariald die Mailänder Bevölkerung zu mehreren Aufständen in der Stadt auf. Die Rolle Landulfs ist dabei nicht klar.  Sämtliche zur Verfügung stehenden Quellen nehmen eine starke Position für oder gegen die Pataria ein. So wurde er teilweise verehrt, teilweise aber auch als Feind Gottes gescholten. Daher ist sein tatsächlicher Einfluss schwer abzuschätzen. 1057 unterbrach Landulf, zusammen mit Arnulf, eine kirchliche Messe und vertrieb und schlug die Priester. Er erwirkte, dass die Priester der Mailänder Kirche einen Eid ablegen mussten. Im Nachgang zu diesem Ereignis wurden Landulf und Ariald exkommuniziert; die Exkommunikation wurde aber einige Jahre später wieder aufgehoben. Ab diesem Zeitpunkt hat die Pataria die Anerkennung der römischen Kirche erhalten. Nach dem Tode Landulfs wurde dessen Bruder Erlembald neuer Führer der Pataria.